# Mondism
Mondism är benämningen på en strävan efter samförstånd mellan arbetare och arbetsgivare, till vilken Alfred Mond tog initiativet efter den svåra konflikten inom kolindustrin i Storbritannien 1926 och den i samband därmed anordnade storstrejken.
Mond uppträdde då som ledare för en inflytelserik arbetsgivargrupp, vilken i strid med de ledande arbetsgivarorganisationernas intentioner inbjöd fackföreningsrörelsens generalråd till förhandlingar om näringslivets aktuella problem, arbetsfreden, arbetslösheten, rationaliseringen, skatte-, tull-, och valutapolitiken, yrkesutbildningen, arbetarskyddet och bostadsfrågan. Generalrådet mottog inbjudningen, och en av Mond och rådets ordförande Ben Turner ledd konferens utarbetade senare ett samarbetsprogram, som vann fackföreningskongressens gillande men avvisades av arbetsgivarorganisationerna. Under trycket av en stark pressopinion förklarade sig de sistnämnda dock villiga att från i viss mån andra utgångspunkter medverka till ett återknytande av förbindelserna med arbetarorganisationerna. Mondkonferensen väckte stort intresse även utanför Storbritannien. I Sverige gav den impulsen till den av regeringen 1928 anordnade Arbetsfredskonferensen och den därefter av regeringen tillsatta Arbetsfredsdelegationen. Denna delegation efterträddes 1930 av Arbetsfredskommittén, vilken dock upplöstes redan 1931, sedan Landsorganisationens kongress, under intrycket av de dramatiska händelserna i samband med arbetskonflikterna i Ådalen, beslutade att återkalla sina representanter.